# 陳叔文
陳叔文（ちん しゅくぶん、生没年不詳）は、南朝陳の皇族。晋熙王。宣帝陳頊の十二男。字は子才。

## 経歴
陳頊と袁昭容のあいだの子として生まれた。太建7年（575年）10月、晋熙王に封じられた。太建14年（582年）1月、後主が即位すると、宣恵将軍の位を受け、丹陽尹に任じられた。至徳元年（583年）1月、軽車将軍・揚州刺史となった。4月、持節・都督江州諸軍事・江州刺史に転じた。至徳2年（584年）5月、信威将軍・督湘衡武桂四州諸軍事・湘州刺史に転じた。
禎明2年（588年）、任期を終えると、侍中・宣毅将軍として召還された。禎明3年（589年）、建康に帰還する途中に巴州にあって、隋軍が建康の台城を陥落させたことを知り、巴州刺史の畢宝や荊州刺史の陳慧紀らとともに隋の秦王楊俊に投降した。柳荘に迎えられて漢口におもむき、賓館に身柄を置かれた。隋軍が凱旋すると、関中に移され、文帝楊堅と温湯で面会した。後主以下の陳の王侯将相とともに長安の宮城に入り、朝堂の南で北面した。文帝が内史令李徳林に宣旨を読ませ、陳の君臣が後主を輔弼できず、滅亡にいたらしめたことを責めさせた。後主以下の陳の群臣は平伏して恥じいったが、叔文はひとり喜んでいた。まもなく叔文は任官を求める上表をおこなったため、文帝はその不忠を嫌ったが、江南の人心を懐柔する必要から、開府の位を与え、宜州刺史に任じた。

## 伝記資料
- 『陳書』巻28 列伝第22
- 『南史』巻65 列伝第55